# بلاج جنو/لينكس
بلاج (BLAG) هو توزيعة جنو/لينكس أوجدها فريق عمل لينكس بريكستون.
هو توزيع مضغوط بقرص واحد مع تطبيقات سطح المكتب يتوقع المستخدمين أن سطح المكتب يشمل الوسائط الكتعددة، والرسومات، وتطبيقات الإنترنت وأكثر من ذلك. وتشمل بلاج مجموعة من حزم الخادم. وتستند على تحديثات فيدورا بلس، إضافات البرامج من Dag, Dries, Freshrpms, NewRPMS, وتتضمن حزم إضافية.
الإصدار الرسمي لبلاج كان في 22 أكتوبر 2002. وأخر إصدار ثابت كان بلاج 140k، يستند على فيدورا 14، وأصدر في 4 مايو 2011.
بلاج أحد أنظمة التشغيل القليلة التي تعتبر من برمجيات الحرة لتوزيعات جنو/لينكس  في صفحة روابط مشروع جنو.
ذكر ريتشارد ستالمان بلاج، جنو وأوتوتو عندما سُئِل عن التوزيعات التي يوصي بها خلال خطابة في يونيفرسيتي سينز ماليزيا في عام 2005. وأستخدم أوتوتو وأستخدم جنيوسنس منذ عام 2010.
السكربت المستخدمة في بلاج تنظيف النواة من البرمجيات غير الحرة الموجودة معه بشكل افتراضي والتي كانت تستخدم كأساس في مجوعة السكربتات للينكس ليبرا.

## وصلات خارجية
- الموقع الرسمي